# Yes Sir, That's My Baby (phim)
Yes Sir, That's My Baby là một bộ phim màu hài-nhạc kịch của Mỹ sản xuất năm 1949, được đạo diễn bởi George Sherman, Donald O'Connor và Gloria de Haven thủ vai chính.
Bộ phim này nổi tiếng vì màn nhảy "They Haven't Figured Out a Woman" của O'Connor mà ông trình diễn ở tiệm giặt tự động. O'Connor và de Haven đã là bạn từ thời thơ ấu và đây là bộ phim đầu tiên trong hai phim mà họ đóng cùng nhau, bên cạnh Out to Sea gần 50 năm sau.
Còn được gọi là And Baby Makes Three.

## Cốt truyện
Sau chiến tranh, Đại học Granger có rất nhiều sinh viên là các ông bố bà mẹ. Trong số đó có Will và Sarah Jane Winfield, đôi vợ chồng có một đứa con mà họ đặt cho biệt danh là Boopkins.
Bill chơi bóng bầu dục cho trường Granger, nhưng Sarah Jane mệt mỏi cũng là sinh viên, tức giận rằng Will đang lơ là trách nhiệm gia đình, để công việc nuôi dạy con lại cho cô. Cô yêu cầu chồng từ bỏ chơi bóng. Nhanh chóng những người vợ của các cầu thủ khác bắt đầu làm tương tự, dẫn đến việc huấn luyện viên đội bóng, Giáo sư Hartley, gọi cầu thủ là bị vợ dắt mũi, trong khi Giáo sư Boland về phe của những người phụ nữ, kết quả là bất đồng trong trường.
Granger bắt đầu thua các trận bóng vì Arnold Schultze, người thay thế Will, không giỏi bằng. Bất đồng gia tăng giữa hai giáo sư, từng có mối quan hệ tình cảm nhưng kể từ khi đó đã chuyển qua mối quan hệ hận thù lâu dài. Will và Sarah Jane cố gắng đưa họ trở lại với nhau.
Khi biết được rằng huấn luyện viên sẽ mất việc vì sự thất bại của Granger trên sân đấu, Will tuyên bố rằng mình sẽ quay lại đội cho trận đấu cuối cùng của mùa giải. Những vấn đề phức tạp liên quan đến đứa bé khiến anh mất tập trung vào giữa trận đấu, nhưng với sự giúp đỡ của Boland, ạnh quay trở lại đúng lúc để ghi điểm quyết định và khiến mọi người đều vui vẻ về nhà.

## Diễn viên
- Donald O'Connor vai William Waldo Winfield
- Charles Coburn vai Giáo sư Hartley
- Gloria de Haven vai Sarah Jane Winfield
- Joshua Shelley vai Arnold Schultze
- Barbara Brown vai Giáo sư Boland
- Jim Davis vai Joe Tascarelli
- James Brown vai Tony Cresnovitch
- Hal Baylor (Hal Fieberling) vai Pudge Flugeldorfer
- Jack Lambert vai Leslie Schulze
- Michael Dugan vai Eddie Koslowski